# クロード・ルイ・マチュー

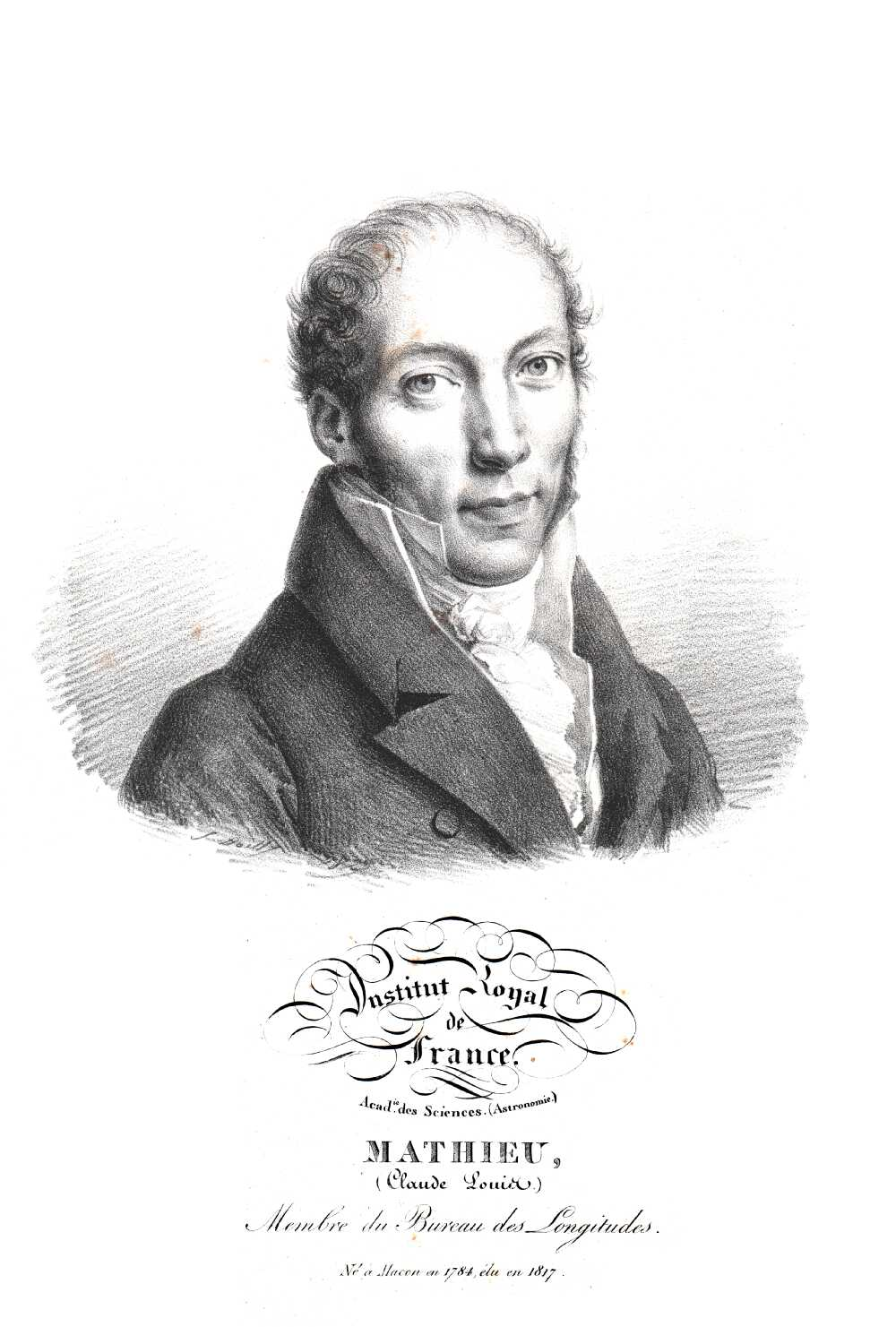
Claude Louis Mathieu

クロード・ルイ・マチュー（Claude Louis Mathieu 、1783年11月25日(マコン) - 1875年3月5日(パリ)）はフランスの数学者、天文学者である。
1817年からフランス経度局で働いた。その後コレージュ・ド・フランスの教授、高等師範学校の教授を務めた。恒星までの距離の決定の研究を行った。フランス経度局の発行した人口統計『L'Annuaire du Bureau des Longitudes』を編集した。1827年に『18世紀の天文学の歴史』(L'Histoire de l'astronomie au XVIII siècle)を執筆した。1807年、フランス科学アカデミーからラランド賞を受賞した。